# Cássia Eller
Cássia Rejane Eller (ur. 10 grudnia 1962 w Rio de Janeiro, zm. 29 grudnia 2001 tamże) – brazylijska piosenkarka rockowa.
Muzyka Eller stanowiła połączenie rocku i muzyki brazylijskiej (Música Popular Brasileira). Jej najbardziej znany album to Acústico nagrany dla MTV Brasil, a najbardziej popularne piosenki to Malandragem i Segundo Sol. Cássia Eller była lesbijką. Zmarła w wieku 39 lat, początkowo podejrzewano przedawkowanie narkotyków, ale ostatecznie za przyczynę zgonu uznano wadę serca.

## Dyskografia

### Albumy studyjne
- 1990 Cássia Eller
- 1992 O Marginal
- 1994 Cássia Eller
- 1997 Veneno AntiMonotonia
- 1999 Com Você... Meu Mundo Ficaria Completo
- 2002 Dez de Dezembro

### Albumy koncertowe
- 1996 Cássia Eller Ao Vivo
- 1998 Veneno Vivo
- 2000 Cássia Rock Eller
- 2001 Acústico MTV

### Kompilacje
- 1997 Minha História
- 1997 Música Urbana
- 1998 Millennium
- 2002 Série Gold
- 2003 Perfil
- 2004 A Arte de Cássia Eller
- 2004 I Love MPB
- 2005 Novo Millennium
- 2008 Raridades

### DVD
- 2000 Com Você... Meu Mundo Ficaria Completo
- 2001 Acústico MTV
- 2003 Álbum MTV
- 2006 Cássia Eller ao Vivo no Rock in Rio